# Lenguaje proposicional
Este artículo está orientado a proporcionar un tratamiento riguroso y abstracto del lenguaje proposicional. Para una introducción más accesible véase lógica proposicional
Dentro de la lógica formal, el lenguaje proposicional estudia las propiedades de los conectivos proposicionales como y, o, no, si y solo si y entonces entre otros,  usados en el desarrollo de sistemas lógicos en la lógica matemática.
Para sintetizar gramaticalmente el modelo matemático de lenguaje será necesario introducir unos símbolos para denominar las frases atómicas y otros símbolos, distintos, para denominar los conectivos.

## Las fórmulas proposicionales
En este apartado se definirá lo que serán estructuralmente las fórmulas proposicionales a escala sintáctica sin importar el significado de dichas fórmulas.

## Nota histórica
Aristóteles estableció un primer sistema de leyes para la lógica sugerido por Platón, luego Teofrasto y Eudemo enriquecieron la obra lógica y desarrollaron la lógica proposicional.
Debido a Leibniz se desarrolla un nuevo punto de vista del lenguaje lógico, consiguiendo desvincular las proposiciones de su semántica, simplificando las reglas de deducción como simples reglas de cálculo.

## Lenguaje de orden cero
Se llama lenguaje de orden cero al que, precisamente, utiliza dos tipos de símbolos, uno para designar las letras, átomos o fórmulas atómicas y otro para los símbolos lógicos o conectivos que tienen su propia anidad o ariedad(expresiones a las que afecta y enlaza).
Las elecciones primigenias de los símbolos lógicos no son únicas, pero dichas elecciones de símbolos son equivalentes entre ellas, es decir, que a partir de un par de símbolos lógicos se puede incluir las propiedades de otros símbolos lógicos y viceversa.

## Definición de símbolos lógicos
Sea {\displaystyle X_{}^{}} el conjunto de letras o fórmulas atómicas.
Sea el objeto {\displaystyle \neg _{}^{}} el símbolo lógico de negación.
Sea el objeto {\displaystyle \to _{}^{}} el símbolo lógico de implicación.
Sean los objetos ( y ) los paréntesis encargados de los símbolos de puntuación.

## Definiciones secundarias
Sea {\displaystyle S:=X\cup \{\neg ,\;\to \}\cup \{(,\;)\}} el conjunto de símbolos del lenguaje o alfabeto.
Se considera, dentro de {\displaystyle S_{}^{}}, que los objetos no son sucesiones infinitas de otros objetos. Consecuentemente se tiene que la longitud de una sucesión es constante.
Sea {\displaystyle E:=S^{\ast }} el conjunto de expresiones del lenguaje, que es el conjunto de palabras sobre el alfabeto.
Para todo elemento {\displaystyle a\in E} existe un único valor {\displaystyle n>0} de modo que a es de {\displaystyle S_{}^{n}}, a n se le llama longitud de a.
Ejemplo:
Dado {\displaystyle X_{}^{}=\{f,g\}} se tiene que una expresión del tipo {\displaystyle f\neg \to )g\to \;\in S_{}^{6}\subset E}
Observación: 
En E están todas las expresiones del lenguaje que se pueden hacer a partir del alfabeto S. Para separar las expresiones, que por un lado no tienen sentido de las que por otro lado están bien formadas o son sintácticamente correctas, se ha de establecer unas normas y reglas para usar los símbolos de puntuación.

## Operación negación e implicación
A cada símbolo lógico se le asocia una operación interna sobre el conjunto de expresiones, así se formalizan las expresiones bien formadas mediante su construcción.
Negación: Operación unaria definida por la aplicación:
{\displaystyle {\begin{matrix}E&\longrightarrow &E&\\a&\longmapsto &(\neg a)&:=<(>\circ <\neg >\circ <a>\circ <)>.\end{matrix}}}
Implicación: Operación binaria definida por la aplicación:
{\displaystyle {\begin{matrix}E\times E&\longrightarrow &E&\\<a,\;b>&\longmapsto &(a\to b)&:=<(>\circ <a>\circ <\to >\circ <b>\circ <)>.\end{matrix}}}
Ejemplo:
Dado {\displaystyle X_{}^{}=\{f,g\}} tenemos que:
La negación de {\displaystyle fg\to (} es {\displaystyle (\neg fg\to ()}.
La implicación de {\displaystyle )\to \to g} a {\displaystyle f\neg } es {\displaystyle ()\to \to g\to f\neg )}.
Si se desea ver un trabajo equivalente con notación polaca, ahorrando los paréntesis, consúltese Pla J., posteriormente se podrá probar que las dos notaciones son equivalentes, de hecho no son necesarios los paréntesis en la definición polaca, y que por tanto se podrían haber ahorrado dichos paréntesis.
Con estas dos operaciones ya se puede construir y formalizar el conjunto de expresiones bien formadas conocidas como conjunto de fórmulas proposicionales:

## Conjunto de fórmulas proposicionales
El conjunto de fórmulas proposicionales es el conjunto {\displaystyle Prop(X):=\bigcup _{n\geq 0}X_{n}} donde:
{\displaystyle {\begin{matrix}{X_{0}^{}\;\;}&{=}&{X,\;\;\;\;\;\;\;\;\;\;\;\;\;\;\;\;\;\;\;\;\;\;\;\;\;\;\;\;\;\;\;\;\;\;\;\;\;\;\;\;\;\;\;\;\;\;\;\;\;\;\;\;\;\;\;\;\;\;\;\;\;\;\;\;\;\;\;\;\;\;}\\{X_{n+1}^{}}&{=}&{X_{n}\cup \{(\neg \varphi ):\varphi \in X_{n}\}\cup \{(\varphi \to \psi ):\varphi ,\psi \in X_{n}\}}.\end{matrix}}}
Ejemplos:
Dado {\displaystyle X_{}^{}=\{f,g\}} tenemos que:
{\displaystyle f\in X_{0}^{}\subset Prop(X)}
{\displaystyle (\neg f)\in X_{1}^{}\subset Prop(X)}
{\displaystyle (g\to f)\in X_{1}^{}\subset Prop(X)} con {\displaystyle g\in X_{0}^{}}
{\displaystyle ((g\to f)\to (\neg f))\in X_{2}^{}\subset Prop(X)}.
Comentarios:
- A las fórmulas proposicionales, las llamaremos simplemente fórmulas. Evitemos llamarlas simplemente proposiciones pues técnicamente dicho término ya está cogido en matemáticas.

- Se usará letras griegas minúsculas para nombrar cada fórmula arbitraria.

- Se usará letras griegas mayúsculas para nombrar cada conjunto arbitrario de fórmulas.

- Se ahorrará los paréntesis al escribir fórmulas atómicas y los paréntesis más exteriores de las fórmulas.

- Las fórmulas son sucesiones finitas.

### Rango de una fórmula
Se llamará rango de una fórmula al valor:
{\displaystyle n=min\{i:\varphi \in X_{i}\}.}
Observación:
El rango será útil para demostrar propiedades por inducción.
Si {\displaystyle r<n\Rightarrow X_{r}\subset X_{n}.}
Si {\displaystyle \varphi \in X_{r},\;r<n\Rightarrow \varphi \in X_{n}.}
{\displaystyle \{\neg \psi :\psi \in Prop(X)\}\cap \{\gamma \to \xi :\gamma ,\xi \in Prop(X)\}=\emptyset } ya que el primer conjunto tiene globalmente una operación unaria y el segundo una binaria, es decir, que de la raíz del árbol de {\displaystyle \neg \psi _{}^{}} sale solo una rama y de la raíz de {\displaystyle \gamma \to \xi _{}^{}} parten dos ramas.
Si {\displaystyle rang(\neg \psi )=n\Rightarrow rang(\psi )=n-1.}
Si {\displaystyle rang(\gamma \to \xi )=n\Rightarrow rang(\gamma )=n-1\;o\;\;rang(\xi )=n-1.}
En la siguiente proposición la definición del conjunto {\displaystyle Prop(X)_{}^{}} los elementos están definidos de forma única:

### Proposición
Toda fórmula 

{\displaystyle \varphi \in Prop(X)}

 cumple una única condición de las siguientes:
1) {\displaystyle \varphi =x\in X.}
2) {\displaystyle \varphi =\neg \psi } para una única fórmula {\displaystyle \psi \in Prop(X).}
3) {\displaystyle \varphi =\psi \to \xi } para dos únicas fórmulas {\displaystyle \psi ,\xi \in Prop(X).}
| Demostración |
| Si {\displaystyle \varphi \in Prop(X)\Rightarrow } {\displaystyle \exists n:rang(\varphi )=n\;\;y\;\varphi \in X_{n},} veamos todos los casos de n por inducción: Si {\displaystyle n=0_{}^{}\Rightarrow } {\displaystyle X_{0}^{}=X\Rightarrow } {\displaystyle \varphi =a\in X} por tanto únicamente el caso 1). Si {\displaystyle n>0_{}^{},} supongamos probado hasta el caso {\displaystyle rang(\varphi )=n-1,} entonces demostrémoslo para n, así de {\displaystyle \varphi \in X_{n}=X_{n-1}\cup \{\neg \varphi :\varphi \in X_{n-1}\}\cup \{\gamma \to \xi :\gamma ,\xi \in X_{n-1}} parten únicamente 3 casos: - {\displaystyle rang(\varphi )=n\Rightarrow \varphi \notin X_{n-1}.} - Si {\displaystyle \varphi =\neg \psi :\psi \in X_{n-1}\Rightarrow } {\displaystyle rang(\psi )\leq n-1\Rightarrow } {\displaystyle \psi _{}^{}} es único por hipótesis y por tanto cumple 2). - Si {\displaystyle \varphi =\gamma \to \xi :\gamma ,\xi \in X_{n-1}\Rightarrow } {\displaystyle rang(\gamma )\leq n-1\;\;y\;\;rang(\xi )\leq n-1\Rightarrow } {\displaystyle \gamma \;\;y\;\;\xi } son únicos por hipótesis y por tanto cumple 3). |

Las dos operaciones no generan un conjunto diferente de {\displaystyle Prop(X)_{}^{}} a partir de {\displaystyle X_{}^{}.}

### Teorema
{\displaystyle Prop(X)_{}^{}} es el conjunto más pequeño que contiene a {\displaystyle X_{}^{},} y a su vez cerrado para las operaciones negación e implicación.
| Demostración |
| Directamente {\displaystyle X=X_{0}\subseteq Prop(X).} Veamos que {\displaystyle Prop(X)} es cerrado para las operaciones {\displaystyle \neg } y {\displaystyle \to :} Si {\displaystyle \varphi \in Prop(X)\Rightarrow } {\displaystyle \exists n:\varphi \in X_{n}\Rightarrow } {\displaystyle \neg \varphi \in X_{n+1}\subset Prop(X).} Si {\displaystyle \varphi ,\psi \in Prop(X)\Rightarrow } {\displaystyle \varphi \in X_{n}} y {\displaystyle \psi \in X_{m}\Rightarrow } {\displaystyle \varphi \to \psi \in X_{n+m+1}\subset Prop(X).} Veamos finalmente por inducción sobre n que es el conjunto más pequeño: Sea {\displaystyle Z\subset E:X\subset Z\varsubsetneq Prop(X)} y cerrado para las dos operaciones, entonces: Si n=0, tenemos {\displaystyle X_{0}=X\subseteq Z.} Supongamos que {\displaystyle X_{n}\subseteq Z\Rightarrow } {\displaystyle X_{n}\cup \{(\neg \varphi ):\varphi \in X_{n}\}\cup \{(\varphi \to \psi ):\varphi ,\psi \in X_{n}\}\subseteq Z\Rightarrow } {\displaystyle X_{n+1}\subseteq Z} por ser {\displaystyle Z_{}^{}} cerrado por las dos operaciones. Por tanto quiere decir que {\displaystyle Prop(X)\subseteq Z} contradiciendo la hipótesis, es decir, rechazando la existencia de dicha {\displaystyle Z_{}^{}.} |

El álgebra {\displaystyle <Prop(X),\;\neg ,\;\to >} es el álgebra absolutamente libre del tipo (1,2) generado por el conjunto X.
Observación
- Se llama tipo (de similitud) de una estructura algebraica a la que nos indica la anidad de sus operaciones.

- Se nota que un álgebra es del tipo (1, 2) si tiene dos operaciones, una unaria indicada por el uno({\displaystyle \neg } que actúa sobre un elemento) y otra binaria indicada por el dos({\displaystyle \to } que actúa sobre dos elementos).

- Se dice que un álgebra está generado por {\displaystyle X} si es el álgebra más pequeño que contiene el conjunto {\displaystyle X} y es cerrado por las operaciones.

- Se dice que un álgebra es absolutamente libre si para cada álgebra {\displaystyle <A,\;}╖{\displaystyle ,\;\Rightarrow >} del mismo tipo (1, 2), tenemos que toda función {\displaystyle f:X\to A} se puede extender de manera única a un homomorfismo {\displaystyle {\bar {f}}:Prop(X)\to A.}

| Demostración |
| Por construcción {\displaystyle <Prop(X),\;\neg ,\;\to >} es un álgebra del tipo (1,2). Por el teorema anterior {\displaystyle <Prop(X),\;\neg ,\;\to >} está generado por {\displaystyle X_{}^{}.} Finalmente para ver que es absolutamente libre: Sea {\displaystyle <A,\;}╖{\displaystyle ,\;\Rightarrow >} un álgebra del tipo (1,2), veamos que toda {\displaystyle {\begin{matrix}f:&X&\longrightarrow &A&\\&a&\longmapsto &f(a)\end{matrix}}} puede extenderse de forma única a {\displaystyle {\begin{matrix}{\bar {f}}:&Prop(X)&\longrightarrow &A&\\&\varphi &\longmapsto &{\bar {f}}(\varphi )\end{matrix}}}, definida recursivamente o mejor por libertad sobre {\displaystyle X_{n}^{}.} Se sabe que {\displaystyle {\begin{matrix}{\bar {f}}_{\|X_{0}}:&X&\longrightarrow &A&\\&a&\longmapsto &{\bar {f}}_{\|X_{0}}(a)&:=f(a)\end{matrix}}} ya que {\displaystyle X_{0}^{}=X.} Suponiendo que está bien definida para {\displaystyle X_{n}}, entonces para {\displaystyle \varphi \in X_{n+1}} solo queda definir {\displaystyle \alpha \in X_{n+1}\backslash X_{n}=\{(\neg \varphi ):\varphi \in X_{n}\}\cup \{(\varphi \to \psi ):\varphi ,\psi \in X_{n}\}}, es decir, cuando {\displaystyle \alpha =\neg \varphi } y {\displaystyle \alpha =\varphi \to \psi } tenemos inevitablemente que para ser homomorfismo se tienen que cumplir: {\displaystyle {\bar {f}}(\neg \varphi )=} ╖{\displaystyle {\bar {f}}(\varphi )} {\displaystyle {\bar {f}}(\varphi \to \psi )={\bar {f}}(\varphi )\Rightarrow {\bar {f}}(\psi )} Queda bien definido para todo n y, es decir, para {\displaystyle Prop(X)_{}^{}.} Por tanto {\displaystyle {\bar {f}}} es el único homomorfismo de este tipo. |

#### Corolario
Para cada álgebra {\displaystyle <A,\;}╖{\displaystyle ,\;\Rightarrow >} del tipo (1,2) hay una biyección entre las funciones de {\displaystyle X\to A} y los homomorfismos {\displaystyle Prop(X)\to A.}

### Conjunto de subfórmulas
El conjunto de subfórmulas de una fórmula {\displaystyle \varphi } es el conjunto {\displaystyle Sb(\varphi )_{}^{}} definido por recursión con:
{\displaystyle Sb(x)=\{x\}\;si\;x\in X}
{\displaystyle Sb(\neg \varphi )=Sb(\varphi )\cup \{\neg \varphi \}}
{\displaystyle Sb(\varphi \to \psi )=Sb(\varphi )\cup Sb(\psi )\cup \{\varphi \to \psi \}.}

### Conjunto de letras
El conjunto de letras de una fórmula {\displaystyle \varphi \in Prop(X)} es el conjunto {\displaystyle X_{\varphi }^{}} definido por recursión con:
{\displaystyle X_{x}=\{x\}\;si\;x\in X}
{\displaystyle X_{\neg \varphi }=X_{\varphi }}
{\displaystyle X_{\varphi \to \psi }=X_{\varphi }\cup X_{\psi }.}

#### Proposición
Para cada fórmula {\displaystyle \varphi }, el conjunto {\displaystyle X_{\varphi }^{}} es finito y además es el conjunto más pequeño contenido en {\displaystyle X_{}^{}} tal que {\displaystyle \varphi \in Prop(X_{\varphi }).}
La imagen de toda fórmula solo depende de las imágenes de sus letras.

##### Lema
Dada un álgebra {\displaystyle <A,\;\sim ,\;\Rightarrow >} de tipo (1,2) y {\displaystyle Z\subset X}, si {\displaystyle f:X\to A_{}^{}} entonces {\displaystyle {\bar {f}}_{|Prop(Z)}={\overline {f_{|Z}}}}

### Abreviaciones
Las abreviaciones comunes son las siguientes:
- La disjunción (...o...): {\displaystyle \varphi \lor \psi :=(\neg \varphi )\to \psi .}
- La conjunción (...i...): {\displaystyle \varphi \land \psi :=\neg (\varphi \to (\neg \psi )).}
- La equivalència (...si i solo sí...): {\displaystyle \varphi \leftrightarrow \psi :=(\varphi \to \psi )\land (\psi \to \varphi ).}

### Eliminación de paréntesis
Los convenios de eliminación de paréntesis se hacen necesarios para reducir la proliferación de paréntesis, para ello y mantener la estructura original de las fórmulas es necesario estos tres:
1) {\displaystyle \neg } solo afecta a fórmulas inmediatas.
2) {\displaystyle \lor ,\land } solo afectan a las fórmulas inmediatas y toma como una fórmula las de tipo 1), {\displaystyle \neg \varphi }, sin necesidad de paréntesis.
3) {\displaystyle \to ,\leftrightarrow } afectan de modo global, es decir, toman como una fórmula las de tipo 1) y 2) sin necesidad de paréntesis.
Ejemplo:
- {\displaystyle \neg \varphi \lor \psi \to \xi } es la misma que {\displaystyle ((\neg \varphi )\lor \psi )\to \xi .}

Observación:
Para restaurar los paréntesis se hace en el mismo modo primero 1) luego 2) y finalmente 3) como se observa en el ejemplo anterior.

## Semántica bivalorada
Sin significado todas las fórmulas proposicionales son sintácticamente diferentes unas de otras, excepto si son la misma cadena de símbolos. La introducción de la semántica bivalorada a la gramática proposicional consiste en reducir todas las situaciones posibles a dos: cierto o verdadero y falso. Aparece entonces una relación de equivalencia entre fórmulas que permiten identificar fórmulas equivalentes.

## Nota histórica
Aristóteles desarrolló la parte más importante y sólida de la lógica, pero su semántica tiene un desarrollo embrionario.
Boole desarrolló el primer cálculo lógico sugerido por Leibniz, construyendo cálculos puramente algebraicos mediante símbolos y operaciones. Boole consigue reactivar con su teoría algebraica la lógica proposicional.
 Observación intuitiva 
Si {\displaystyle \alpha _{}^{}} es verdadera, entonces {\displaystyle \sim \alpha _{}^{}} es falsa.
Igualmente si {\displaystyle \alpha _{}^{}} es falsa, entonces {\displaystyle \sim \alpha _{}^{}} es verdadera.
Supongamos que {\displaystyle \alpha \Rightarrow \beta } es verdadero si, siempre que {\displaystyle \alpha _{}^{}} es verdad entonces exige que {\displaystyle \beta _{}^{}} sea verdad.
Fácilmente:
Si {\displaystyle \alpha _{}^{}} es verdad y {\displaystyle \beta _{}^{}} es falsa, contradice la afirmación anterior y por tanto sería falsa.
Si {\displaystyle \alpha _{}^{}} es falsa y {\displaystyle \beta _{}^{}} es verdad, no contradice la afirmación anterior y por tanto sería verdadera.
Si {\displaystyle \alpha _{}^{}} es falsa y {\displaystyle \beta _{}^{}} es falsa, no contradice la afirmación anterior y por tanto sería verdadera.

## Definiciones básicas
Sean 1 (verdad) y 0 (falso) los dos valores de verdad.
Sea {\displaystyle A=\{1,0\}_{}^{}}.
Sea {\displaystyle \mathbb {A} =<A,\sim ,\Rightarrow >} el álgebra del tipo (1,2) sobre el conjunto base {\displaystyle A_{}^{}} y las operación de negación, {\displaystyle \sim _{}^{}}, e implicación, {\displaystyle \Rightarrow }.
Observación
La observación anterior quedaría descrita como:
{\displaystyle {\underline {\sim 1=0}}\;\;\;\;\;\;\;\sim 0=1_{}^{}}
{\displaystyle {\underline {1\Rightarrow 1=1}}\;\;\;\;\;1\Rightarrow 0=0}
{\displaystyle 0\Rightarrow 1=1\;\;\;\;\;0\Rightarrow 0=1}
presentado en tablas por:
{\displaystyle {\begin{array}{c|cc}&\sim \\\hline 0&1\\1&0\\\end{array}}\;\;\;\;\;\;\;\;\;\;\;\;{\begin{array}{c|cc}\Rightarrow &0&1\\\hline 0&1&1\\1&0&1\\\end{array}}}

## Definición de valoración
Llamaremos valoración a cualquier morfismo entre {\displaystyle <Prop(X),\lnot ,\to >} y A.
Sea {\displaystyle v_{}^{}} una valoración, entonces para cada fórmula {\displaystyle \xi _{}^{}} podemos definir su valor recursivamente mediante las ecuaciones
{\displaystyle v(\lnot \varphi )=\sim v(\varphi )}
{\displaystyle v(\varphi \to \psi )=v(\varphi )\Rightarrow v(\psi )}
a partir de cada letra o fórmula atómica de {\displaystyle \xi _{}^{}} podemos hallar {\displaystyle v(\xi _{}^{})}.
Ejemplo
Dada {\displaystyle \xi _{}^{}=\neg \varphi \to \psi } y una sola valoración al azar {\displaystyle v(\varphi )=1,\;v(\psi )=0}, véase que:
{\displaystyle v(\xi _{}^{})=v(\neg \varphi \to \psi )=v(\neg \varphi )\Rightarrow v(\psi )=\sim v(\varphi )\Rightarrow v(\psi )=} {\displaystyle \sim 1\Rightarrow 0=0\Rightarrow 0=1.}
Para acelerar el proceso de cálculo de fórmulas proposicionales se ha generalizado el uso de tablas de la verdad: